# Pepe Reina
José Manuel Reina Páez, detto Pepe (Madrid, 31 agosto 1982), è un allenatore di calcio ed ex calciatore spagnolo, di ruolo portiere, tecnico della squadra Under-19 del Villarreal. Con la nazionale spagnola è diventato campione d'Europa nel 2008 e 2012 e campione del mondo nel 2010.
Dopo aver esordito con la maglia del Barcellona, dal 2002 al 2005 gioca con il Villarreal, con cui vince due Coppe Intertoto, nel 2003 e nel 2004. Con la maglia del Liverpool, club con cui ha militato dal 2005 al 2013 e a cui ha dedicato la maggior parte della propria carriera, vince una Supercoppa UEFA nel 2005, una FA Cup nel 2005-2006, una Community Shield nel 2006 e una Football League Cup nel 2011-2012. Con il Napoli ha vinto una Coppa Italia nella stagione 2013-2014. Con il Bayern Monaco ha vinto una Bundesliga nella stagione 2014-2015. Rientra tra i calciatori più presenti nella storia delle coppe europee e fa inoltre parte della ristretta cerchia dei calciatori con almeno 1000 presenze in carriera.

## Biografia
È figlio di Miguel Reina, ex portiere di Córdoba, Barcellona e Atlético Madrid, ed è sposato dal 2006 con Yolanda Ruiz, dalla quale ha avuto 5 figli.

## Caratteristiche tecniche
(Pepe Reina)
Portiere abile col pallone tra i piedi, è in grado di agire da libero aggiunto, avviando la manovra della propria squadra grazie anche alla sua buona visione di gioco e la sua freddezza con la palla tra i piedi; questo è dovuto al lavoro che ha fatto a inizio carriera al Barcellona con Frans Hoek. Bravo nelle uscite e dotato di un buon senso della posizione, nel corso degli anni è diventato anche un ottimo pararigori, perfezionando progressivamente la propria tecnica. Si distingue anche per la personalità da leader di cui dispone.

## Carriera

### Club

#### Gli inizi al Barcellona, Villarreal
Nativo di Madrid, inizia la sua carriera nel Barcellona, dove esordisce prima con il Barcellona C e poi con il Barcellona B. Con i Blaugrana fa il suo debutto in prima squadra all'età di 18 anni, giocando pure in Champions League il 7 dicembre 2000 contro il Club Bruges.
Ceduto in prestito al Villarreal nel 2002, il portiere non tornerà più in Catalogna. Nel 2004 il trasferimento diventa definitivo e Reina aiuta il Villarreal a conquistare la qualificazione in UEFA Champions League, parando sette rigori su nove tirati dagli avversari durante la stagione.

#### Liverpool

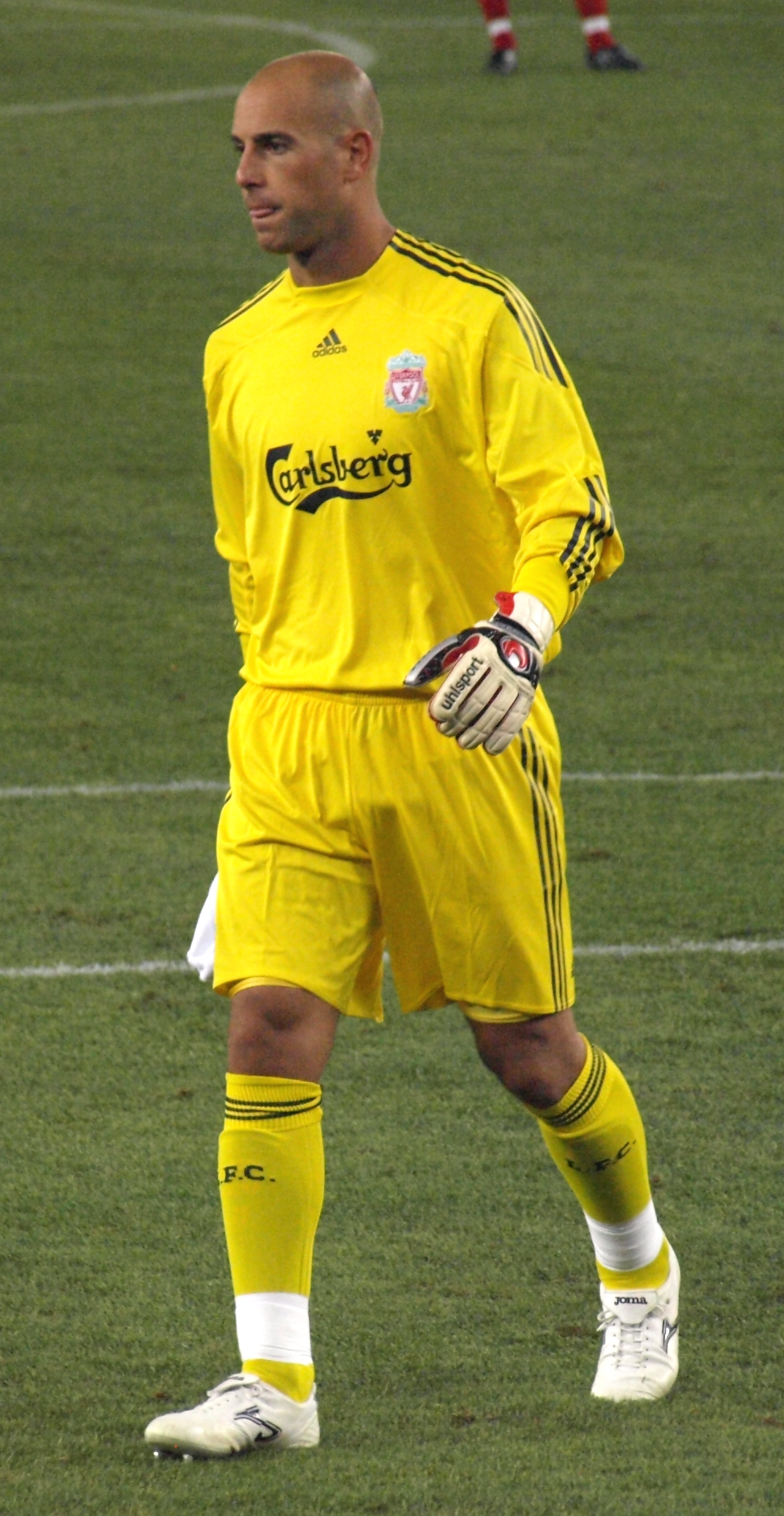
Reina al nel 2009

Nel luglio 2005 viene ufficializzato il suo trasferimento al Liverpool. Fa il suo debutto nei Reds nei preliminari di Champions League contro il The New Saints. Ben presto diviene il portiere titolare della squadra, relegando Jerzy Dudek in panchina.
Nel maggio 2006 Reina vince inoltre i "Guanti d'oro" della Premier League, per aver mantenuto la porta inviolata in 20 occasioni durante la stagione, battendo Edwin van der Sar del Manchester Utd (18) e il detentore del titolo Petr Čech del Chelsea (17).
Titolare anche nella stagione 2006-2007, durante la Champions League para i rigori di Geremi e Arjen Robben nella semifinale contro il Chelsea, decisivi per l'ingresso in finale del Liverpool, poi persa 2-1 contro il Milan. Nella stessa stagione, Reina vince nuovamente i "Guanti d'oro".
Nel corso della stagione 2007-2008 è ancora il portiere titolare del Liverpool raggiungendo la semifinale di Champions League e il quarto posto in campionato. A partire da questa stagione, sino al 1º aprile 2012, non saltò nemmeno una gara di Premier League, interrompendo questa serie a causa dell'espulsione subita nell'incontro con il Newcastle Utd. Il 26 febbraio era comunque riuscito a vincere la League Cup superando, ai tiri di rigore, il Cardiff City (i supplementari erano terminati sul 2-2), nonostante lui non abbia parato nessuno dei 3 tiri sbagliati dagli avversari Kenny Miller, Rudy Gestede e Anthony Gerrard.

#### Doppio Napoli e parentesi Bayern Monaco

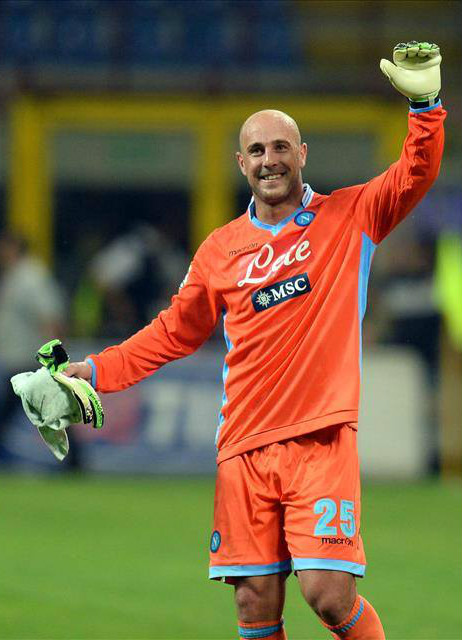
Reina con la maglia del nel 2013

Il 29 luglio 2013 passa in prestito annuale al Napoli, ritrovando il suo vecchio allenatore al Liverpool Rafa Benítez. Il 25 agosto seguente debutta in Serie A con la maglia azzurra nella partita Napoli-Bologna (3-0), valida per la prima giornata di campionato. Il 22 settembre 2013, durante Milan-Napoli, diventa il primo portiere a parare un calcio di rigore a Mario Balotelli, il quale ne aveva realizzati in carriera 21 su 21; la partita finirà poi 2-1 per gli azzurri. Il 3 maggio 2014 conquista la Coppa Italia nella finale Napoli-Fiorentina finita 3-1.
Il 5 agosto 2014 viene annunciato il suo acquisto a titolo definitivo da parte del Bayern Monaco per fare da vice a Manuel Neuer. Vista l'importanza del portiere tedesco in tutte le competizioni del club bavarese, Reina giocherà solo tre partite di campionato nel finale di stagione, senza subire reti. Il 26 aprile 2015 vince il suo primo e unico campionato tedesco.
(Pepe Reina)

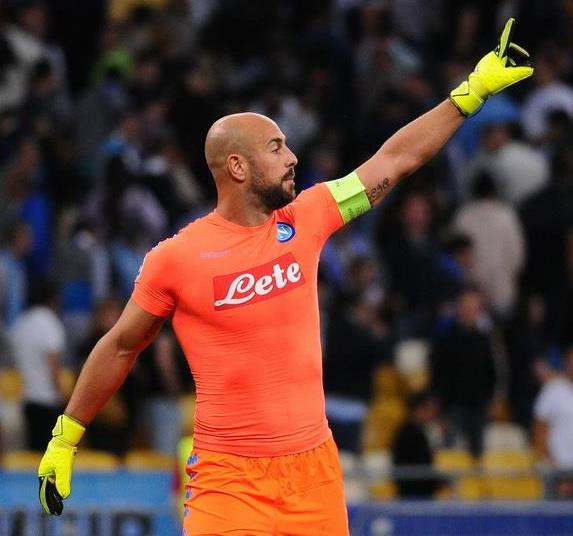
Reina con la fascia da capitano del nel 2016

Il 23 giugno 2015 ritorna a Napoli, questa volta a titolo definitivo. Termina la stagione con 34 reti incassate in 44 presenze, contribuendo a condurre il Napoli al secondo posto in campionato. Con i partenopei disputa altre 2 stagioni, con alti, ad esempio la clamorosa parata sul calciatore della Roma Diego Perotti, nella stagione 2016-2017, che regalò al 93' il successo per 2-1 dei partenopei sui capitolini, e bassi, come i numerosi errori che a volte hanno costato caro al Napoli.
In scadenza di contratto il 30 giugno 2018, Reina decide di non rinnovare, svincolandosi così dal club campano dopo tre stagioni di militanza consecutive.

#### Milan e Aston Villa
Il 2 luglio 2018 viene ufficializzato il suo passaggio al Milan di Gennaro Gattuso a parametro zero, insieme al suo compagno al Napoli Ivan Strinić. A Milano, però, si ritrova a fare da vice a Gianluigi Donnarumma. Esordisce con la maglia rossonera a 36 anni, il 20 settembre 2018, in occasione della vittoriosa trasferta di Europa League contro il F91 Dudelange. Esordisce con i rossoneri in Serie A il 2 aprile 2019, sostituendo dopo 10 minuti Donnarumma infortunato, nella gara pareggiata 1-1 a San Siro contro l'Udinese. Prenderà il suo posto anche nei match contro la Juventus (perso 2-1) e contro la Lazio (vinto 1-0).
Nella stagione successiva gioca la sua unica partita il 5 ottobre, in Serie A allo stadio Marassi di Genova, in occasione del match contro il Genoa, vinto per 1-2, in cui prima fa una papera su una punizione tirata dalla distanza da Lasse Schöne, poi para un rigore proprio allo stesso danese.
Il 13 gennaio 2020 si trasferisce in prestito fino al termine della stagione all'Aston Villa. Con i Villains s'impone come titolare raggiungendo la salvezza all'ultima giornata, giocando 12 partite in sei mesi di campionato.

#### Lazio

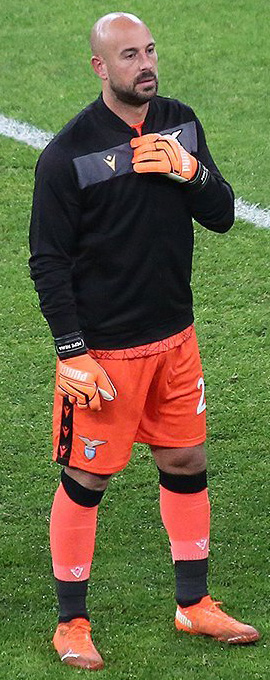
Reina alla nel 2020

Il 27 agosto 2020 viene acquistato a titolo definitivo dalla Lazio. Esordisce in campionato il 24 ottobre 2020 giocando dal 1' minuto nella gara di campionato contro il Bologna vinta per 2-1 dai biancocelesti. A novembre trova spazio a causa dell'assenza di Thomas Strakosha, arrivando pure a superare Xavi per numero di presenze in Champions League. Complici dei problemi sia fisici che ambientali dell'albanese, viene confermato titolare anche nei mesi successivi e per il resto della stagione.
Nella stagione 2021-2022, dopo essere partito da titolare nelle gerarchie di Maurizio Sarri, suo ex allenatore ai tempi del Napoli, perde il posto tra i pali in favore di Strakosha in seguito ad una serie di prestazioni negative.
Nonostante una clausola contrattuale prevedesse il rinnovo automatico per un'ulteriore stagione in caso di qualificazione alle coppe europee, Reina decide di non avvalersi di tale opzione e lascia i capitolini dopo due anni di militanza.

#### Ritorno al Villarreal
L'8 luglio 2022 viene ufficializzato il suo ritorno al Villarreal dopo 17 anni. Il 24 maggio 2023, nella gara di campionato contro il Cadice, raggiunge le 1000 presenze tra i professionisti. La stagione seguente gioca per lo più partite di Europa League e il 4 giugno 2024 annuncia il suo secondo addio alla squadra spagnola, non rinnovando il contratto in scadenza e rimanendo svincolato al termine della stagione.

#### Como e ritiro
Il 18 luglio 2024, Reina fa ritorno in Italia, accasandosi al ricchissimo Como dei fratelli Hartono, neo-promosso in Serie A, con cui firma un contratto annuale. Esordisce con i lariani l'11 agosto nella partita di Coppa Italia in casa della Sampdoria, persa ai calci di rigore. A Como, dopo aver iniziato la stagione da primo portiere, scala nelle gerarchie al ruolo di secondo dietro a Emil Audero prima, e Jean Butez poi. Il 4 novembre dello stesso anno indossa per la prima volta da titolare la fascia da capitano dei lariani, data l'assenza in campo di Alessandro Gabrielloni, Alessio Iovine e Patrick Cutrone, già suo compagno al Milan. Il 19 maggio 2025 annuncia ufficialmente il ritiro dopo l'ultima giornata di campionato in Como-Inter (0-2) prevista quattro giorni dopo. Conclude la partita e la carriera con un'espulsione al 45', dopo un fallo fuori area sull'attaccante nerazzurro Mehdi Taremi. Esce tra gli applausi di tutto lo stadio Sinigaglia.

### Nazionale

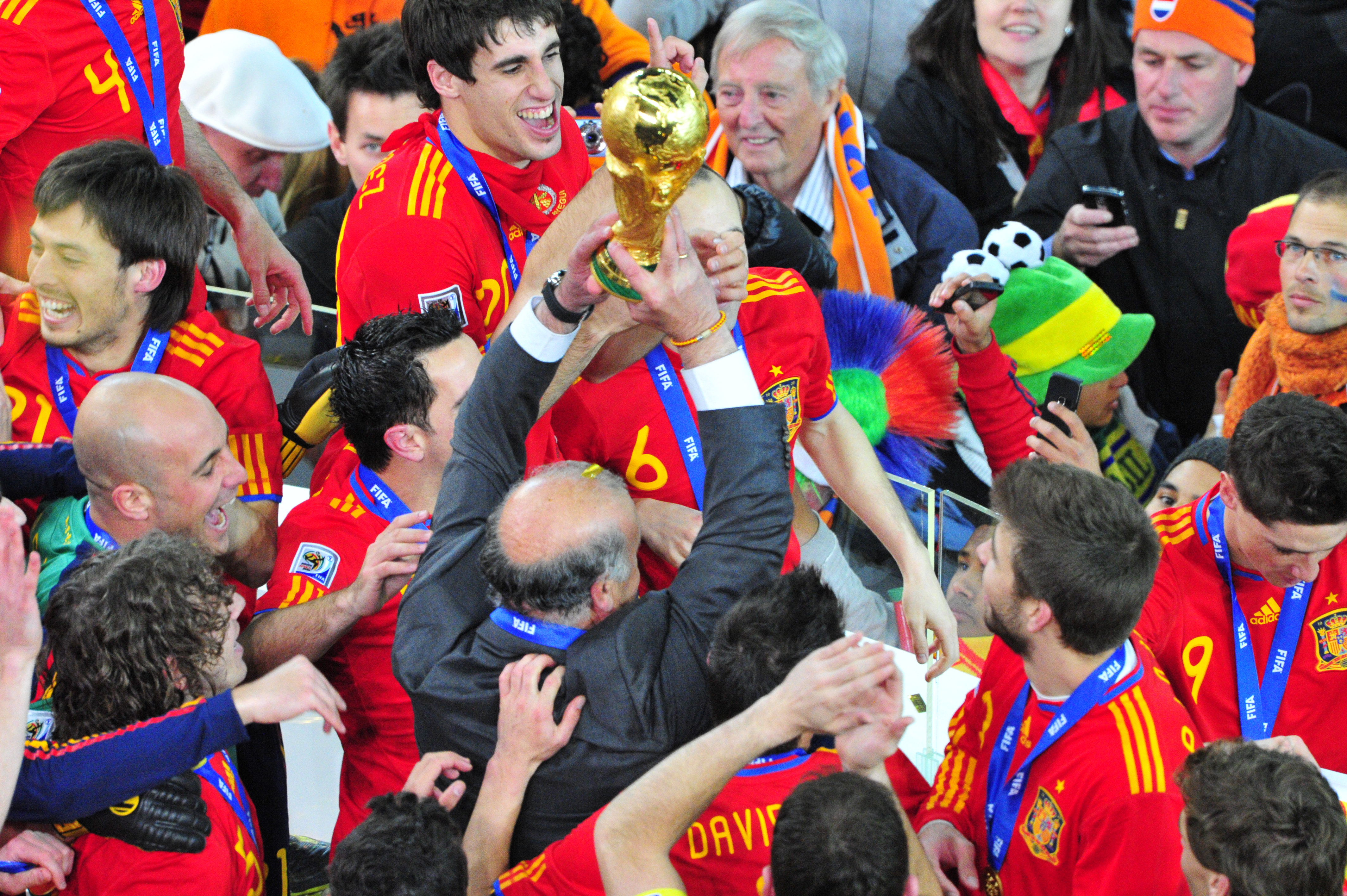
Reina (al centro a sinistra) con la, durante i festeggiamenti per la vittoria del

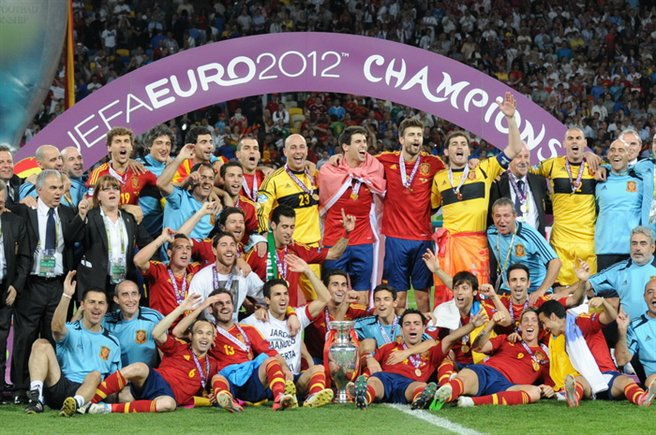
Reina (al centro, con la maglia gialla) con la, durante i festeggiamenti per la vittoria del

Reina, dopo aver giocato nelle selezioni giovanili (conta alcune presenze nelle nazionali Under-16, Under-17, Under-18 e Under-21), viene convocato per la prima volta in nazionale maggiore nel 2005, dal CT Luis Aragonés. Ha esordito il 17 agosto dello stesso anno nell'amichevole vinta per 2-0 contro l'Uruguay, e da quel momento è rimasto in pianta stabile tra i convocati, per lo più come secondo portiere di riserva alle spalle di Iker Casillas. In tutte le competizioni a cui ha preso parte, ha sempre scelto il numero 23.
Nel 2000 ha disputato una partita con la nazionale della Catalogna; dato che né la UEFA né la FIFA riconoscono ai catalani lo status di squadra nazionale, può ugualmente giocare nella nazionale spagnola.
Viene convocato in una competizione con la nazionale maggiore, per la prima volta nel campionato del mondo 2006, come terzo portiere alle spalle di Casillas e Santiago Cañizares.
Nel 2008, viene inserito nella lista dei 23 convocati per il campionato d'Europa 2008. Reina gioca l'ultima gara del girone, con la Roja già qualificata, che la Spagna vince per 2-1 contro la Grecia. La manifestazione si conclude con la vittoria della nazionale spagnola, contro la Germania per 1-0 con gol di Fernando Torres.
Anche con l'arrivo del nuovo allenatore Vicente del Bosque, che prende il posto di Aragonés, Reina continua a essere regolarmente convocato. Prende parte alla prima FIFA Confederations Cup nella storia della Spagna, l'edizione del 2009 che si svolge in Sudafrica. Gioca nel girone, la gara che la selezione spagnola vince per 2-0 contro i padroni di casa del Sudafrica a Bloemfontein. La Spagna conclude la manifestazione al terzo posto.

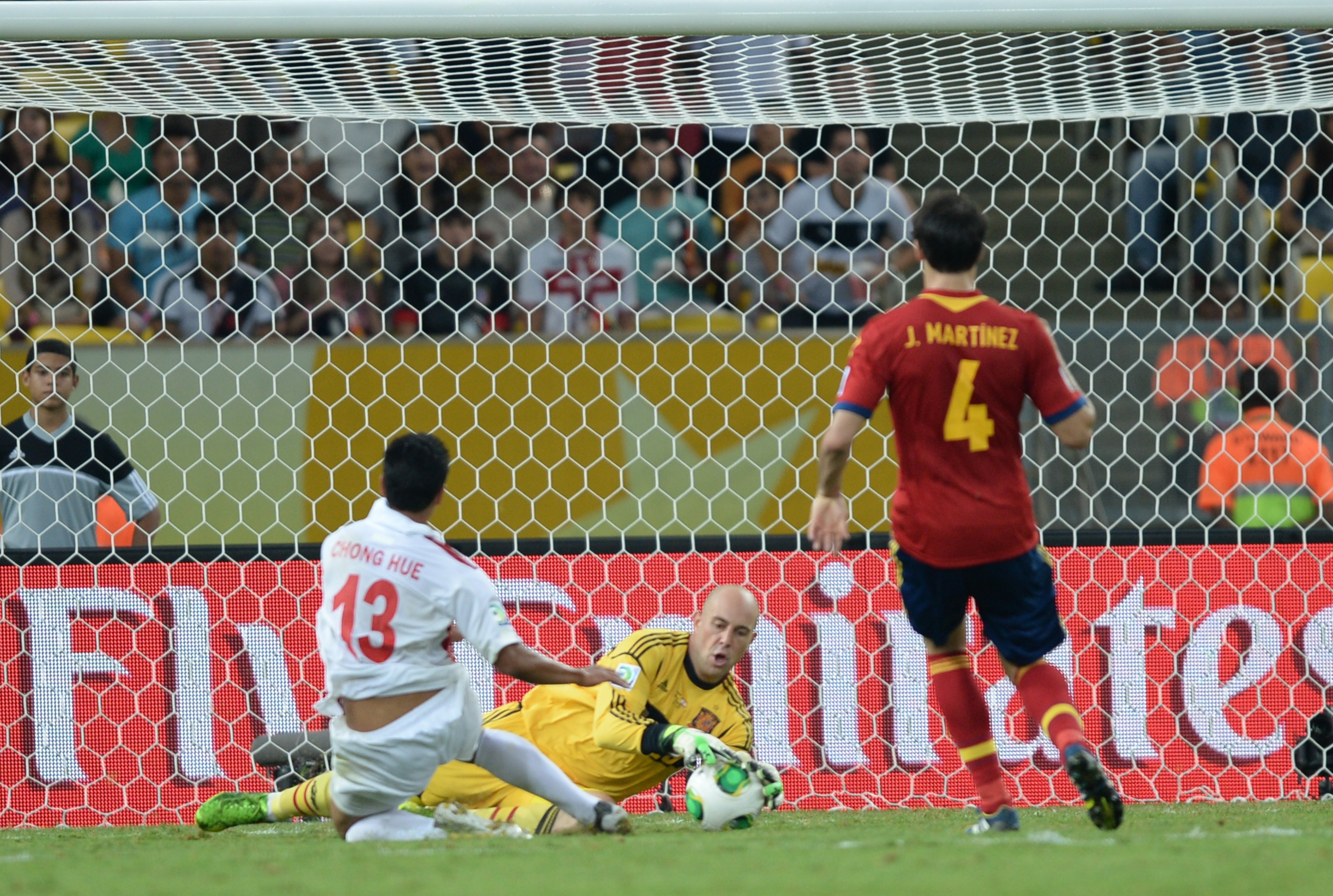
Reina in azione nella gara contro valevole per la Confederations Cup 2013

Il 20 maggio 2010 viene inserito nella lista dei 23 che prenderanno parte al campionato del mondo 2010 in Sudafrica. L'11 luglio la Spagna vince, per la prima volta nella sua storia, la coppa del mondo dopo aver avuto la meglio sui Paesi Bassi in finale (1-0) con gol di Andrés Iniesta al 115'.
L'allenatore del Bosque, il 21 maggio 2012, lo inserisce nell'elenco dei convocati per il campionato d'Europa 2012 in Polonia e Ucraina. La Spagna trionfa in finale per 4-0 contro l'Italia a Kiev, conquistando così il terzo titolo europeo nella storia.
Prende parte alla Confederations Cup 2013 che si svolge in Brasile. Esordisce nella competizione nella gara del 26 giugno, nella vittoria storica della Spagna per 10 a 0 contro Tahiti. La Spagna, dopo aver eliminato l'Italia in semifinale, viene sconfitta 3-0 in finale dai padroni di casa del Brasile.
Il 31 maggio 2014 viene convocato dal CT del Bosque per partecipare al campionato del mondo 2014 in Brasile. Esordisce nella fase finale di un mondiale, nella terza gara del girone che la Spagna vince per 3-0 contro l'Australia. A fine torneo, la Roja viene eliminata nella fase a gironi.
Dopo essere stato escluso dal campionato d'Europa 2016, il 21 maggio 2018 viene incluso dal commissario tecnico della Spagna Julen Lopetegui nella lista dei convocati per il campionato del mondo 2018 in Russia, eguagliando così il record di convocazioni a un Mondiale per un portiere spagnolo di Iker Casillas e Andoni Zubizarreta (4). Per la selezione spagnola il torneo si conclude agli ottavi di finale, nei quali viene sconfitta, a sorpresa, ai rigori dai padroni di casa della Russia.

### Allenatore
Subito dopo il suo ritiro dal calcio giocato, Reina ottiene la sua prima chiamata da allenatore, ossia quella della squadra Under-19 del Villarreal. L'annuncio arriva sui profili social del club villarrealense e dello stesso Pepe Reina il 2 giugno 2025, confermando il suo ingaggio il 24 luglio seguente.

## Statistiche
Reina ha disputato, tra club, nazionale maggiore e nazionali giovanili, 1007 partite nelle quali ha subito 1014 reti, alla media di 1,006 gol subiti a partita.

### Presenze e reti nei club
| Stagione            | Squadra             | Campionato          | Campionato | Campionato | Coppe nazionali | Coppe nazionali | Coppe nazionali | Coppe continentali | Coppe continentali | Coppe continentali | Altre coppe | Altre coppe | Altre coppe | Totale | Totale |
| Stagione            | Squadra             | Comp                | Pres       | Reti       | Comp            | Pres            | Reti            | Comp               | Pres               | Reti               | Comp        | Pres        | Reti        | Pres   | Reti   |
| ------------------- | ------------------- | ------------------- | ---------- | ---------- | --------------- | --------------- | --------------- | ------------------ | ------------------ | ------------------ | ----------- | ----------- | ----------- | ------ | ------ |
| 1998-1999           | Barcellona C        | TD                  | 3          | -6         | -               | -               | -               | -                  | -                  | -                  | -           | -           | -           | 3      | -6     |
| 1999-2000           | Barcellona B        | SDB                 | 30         | -46        | -               | -               | -               | -                  | -                  | -                  | -           | -           | -           | 30     | -46    |
| 2000-2001           | Barcellona B        | SDB                 | 11         | -9         | -               | -               | -               | -                  | -                  | -                  | -           | -           | -           | 11     | -9     |
| Totale Barcellona B | Totale Barcellona B | Totale Barcellona B | 41         | -55        |                 | -               | -               |                    | -                  | -                  |             | -           | -           | 41     | -55    |
| 2000-2001           | Barcellona          | PD                  | 19         | -32        | CR              | 7               | -5              | UCL+CU             | 0+7                | -6                 | -           | -           | -           | 33     | -43    |
| 2001-2002           | Barcellona          | PD                  | 11         | -11        | CR              | 1               | -1              | UCL                | 4                  | -4                 | -           | -           | -           | 16     | -16    |
| Totale Barcellona   | Totale Barcellona   | Totale Barcellona   | 30         | -43        |                 | 8               | -6              |                    | 11                 | -10                |             | -           | -           | 49     | -59    |
| 2002-2003           | Villarreal          | PD                  | 33         | -43        | CR              | 0               | 0               | Int                | 4                  | -3                 | -           | -           | -           | 37     | -46    |
| 2003-2004           | Villarreal          | PD                  | 38         | -48        | CR              | 0               | 0               | Int+CU             | 3+12               | -1 + -9            | -           | -           | -           | 53     | -58    |
| 2004-2005           | Villarreal          | PD                  | 38         | -37        | CR              | 0               | 0               | Int+CU             | 8+11               | -4 + - 6           | -           | -           | -           | 57     | -47    |
| 2005-2006           | Liverpool           | PL                  | 33         | -21        | FACup+CdL       | 5+0             | -5              | UCL                | 12                 | -6                 | SU+Cmc      | 1+2         | -1 + -1     | 53     | -34    |
| 2006-2007           | Liverpool           | PL                  | 35         | -23        | FACup+CdL       | 0+1             | -3              | UCL                | 14                 | -9                 | CS          | 1           | -1          | 51     | -36    |
| 2007-2008           | Liverpool           | PL                  | 38         | -28        | FACup+CdL       | 0               | 0               | UCL                | 14                 | -12                | -           | -           | -           | 52     | -40    |
| 2008-2009           | Liverpool           | PL                  | 38         | -28        | FACup+CdL       | 2+0             | -2              | UCL                | 11                 | -11                | -           | -           | -           | 51     | -41    |
| 2009-2010           | Liverpool           | PL                  | 38         | -35        | FACup+CdL       | 1+0             | -1              | UCL+UEL            | 5+8                | -5 + -7            | -           | -           | -           | 52     | -48    |
| 2010-2011           | Liverpool           | PL                  | 38         | -43        | FACup+CdL       | 1+0             | -1              | UEL                | 11                 | -5                 | -           | -           | -           | 50     | -49    |
| 2011-2012           | Liverpool           | PL                  | 34         | -35        | FACup+CdL       | 5+7             | -6 + - 7        | -                  | -                  | -                  | -           | -           | -           | 46     | -48    |
| 2012-2013           | Liverpool           | PL                  | 31         | -34        | FACup+CdL       | 0               | 0               | UEL                | 8                  | -9                 | -           | -           | -           | 39     | -43    |
| Totale Liverpool    | Totale Liverpool    | Totale Liverpool    | 285        | -247       |                 | 22              | -25             |                    | 83                 | -64                |             | 4           | -3          | 394    | -339   |
| 2013-2014           | Napoli              | A                   | 30         | -29        | CI              | 4               | -4              | UCL+UEL            | 5+4                | -9 + -4            | -           | -           | -           | 43     | -46    |
| 2014-2015           | Bayern Monaco       | BL                  | 3          | 0          | CG              | 0               | 0               | UCL                | 0                  | 0                  | SG          | 0           | 0           | 3      | 0      |
| 2015-2016           | Napoli              | A                   | 37         | -29        | CI              | 2               | -2              | UEL                | 5                  | -3                 | -           | -           | -           | 44     | -34    |
| 2016-2017           | Napoli              | A                   | 37         | -38        | CI              | 3               | -5              | UCL                | 8                  | -14                | -           | -           | -           | 48     | -57    |
| 2017-2018           | Napoli              | A                   | 37         | -29        | CI              | 0               | 0               | UCL+UEL            | 8+2                | -11 + -3           | -           | -           | -           | 47     | -43    |
| Totale Napoli       | Totale Napoli       | Totale Napoli       | 141        | -125       |                 | 9               | -11             |                    | 32                 | -44                |             | -           | -           | 182    | -180   |
| 2018-2019           | Milan               | A                   | 4          | -5         | CI              | 2               | -1              | UEL                | 6                  | -9                 | SI          | 0           | 0           | 12     | -15    |
| 2019-gen. 2020      | Milan               | A                   | 1          | -1         | CI              | 0               | 0               | -                  | -                  | -                  | -           | -           | -           | 1      | -1     |
| Totale Milan        | Totale Milan        | Totale Milan        | 5          | -6         |                 | 2               | -1              |                    | 6                  | -9                 |             | 0           | 0           | 13     | -16    |
| gen.-ago. 2020      | Aston Villa         | PL                  | 12         | -20        | FACup+CdL       | 0               | 0               | -                  | -                  | -                  | -           | -           | -           | 12     | -20    |
| 2020-2021           | Lazio               | A                   | 29         | -41        | CI              | 1               | -3              | UCL                | 7                  | -12                | -           | -           | -           | 37     | -56    |
| 2021-2022           | Lazio               | A                   | 15         | -29        | CI              | 2               | -4              | UEL                | 0                  | 0                  | -           | -           | -           | 17     | -33    |
| Totale Lazio        | Totale Lazio        | Totale Lazio        | 44         | -70        |                 | 3               | -7              |                    | 7                  | -12                |             | 0           | 0           | 54     | -89    |
| 2022-2023           | Villarreal          | PD                  | 22         | -27        | CR              | 3               | -2              | UECL               | 7                  | -9                 | -           | -           | -           | 32     | -38    |
| 2023-2024           | Villarreal          | PD                  | 2          | -2         | CR              | 3               | -2              | UEL                | 7                  | -11                | -           | -           | -           | 12     | -15    |
| Totale Villarreal   | Totale Villarreal   | Totale Villarreal   | 133        | -157       |                 | 6               | -4              |                    | 52                 | -43                |             | -           | -           | 191    | -204   |
| 2024-2025           | Como                | A                   | 12         | -14        | CI              | 1               | -1              | -                  | -                  | -                  | -           | -           | -           | 13     | -15    |
| Totale carriera     | Totale carriera     | Totale carriera     | 710        | -743       |                 | 51              | -55             |                    | 191                | -182               |             | 4           | -3          | 956    | -983   |

### Cronologia presenze e reti in nazionale
| Cronologia completa delle presenze e delle reti in nazionale ― Spagna | Cronologia completa delle presenze e delle reti in nazionale ― Spagna | Cronologia completa delle presenze e delle reti in nazionale ― Spagna | Cronologia completa delle presenze e delle reti in nazionale ― Spagna | Cronologia completa delle presenze e delle reti in nazionale ― Spagna | Cronologia completa delle presenze e delle reti in nazionale ― Spagna | Cronologia completa delle presenze e delle reti in nazionale ― Spagna | Cronologia completa delle presenze e delle reti in nazionale ― Spagna |
| Data                                                                  | Città                                                                 | In casa                                                               | Risultato                                                             | Ospiti                                                                | Competizione                                                          | Reti                                                                  | Note                                                                  |
| --------------------------------------------------------------------- | --------------------------------------------------------------------- | --------------------------------------------------------------------- | --------------------------------------------------------------------- | --------------------------------------------------------------------- | --------------------------------------------------------------------- | --------------------------------------------------------------------- | --------------------------------------------------------------------- |
| 17-8-2005                                                             | Gijón                                                                 | Spagna                                                                | 2 – 0                                                                 | Uruguay                                                               | Amichevole                                                            | -                                                                     |                                                                       |
| 3-9-2005                                                              | Santander                                                             | Spagna                                                                | 2 – 1                                                                 | Canada                                                                | Amichevole                                                            | -1                                                                    |                                                                       |
| 7-6-2006                                                              | Ginevra                                                               | Croazia                                                               | 1 – 2                                                                 | Spagna                                                                | Amichevole                                                            | -1                                                                    | 46’                                                                   |
| 15-8-2006                                                             | Reykjavík                                                             | Islanda                                                               | 0 – 0                                                                 | Spagna                                                                | Amichevole                                                            | -                                                                     |                                                                       |
| 11-10-2006                                                            | Murcia                                                                | Spagna                                                                | 2 – 1                                                                 | Argentina                                                             | Amichevole                                                            | -1                                                                    |                                                                       |
| 6-6-2007                                                              | Vaduz                                                                 | Liechtenstein                                                         | 0 – 2                                                                 | Spagna                                                                | Qual. Euro 2008                                                       | -                                                                     |                                                                       |
| 22-8-2007                                                             | Salonicco                                                             | Grecia                                                                | 2 – 3                                                                 | Spagna                                                                | Amichevole                                                            | -2                                                                    |                                                                       |
| 17-10-2007                                                            | Helsinki                                                              | Finlandia                                                             | 0 – 0                                                                 | Spagna                                                                | Amichevole                                                            | -                                                                     |                                                                       |
| 21-11-2007                                                            | Las Palmas                                                            | Spagna                                                                | 1 – 0                                                                 | Irlanda del Nord                                                      | Qual. Euro 2008                                                       | -                                                                     |                                                                       |
| 18-6-2008                                                             | Salisburgo                                                            | Grecia                                                                | 1 – 2                                                                 | Spagna                                                                | Euro 2008 - 1º turno                                                  | -1                                                                    |                                                                       |
| 20-8-2008                                                             | Copenaghen                                                            | Danimarca                                                             | 0 – 3                                                                 | Spagna                                                                | Amichevole                                                            | -                                                                     | 75’                                                                   |
| 19-11-2008                                                            | Vila-real                                                             | Spagna                                                                | 3 – 0                                                                 | Cile                                                                  | Amichevole                                                            | -                                                                     | 46’                                                                   |
| 11-2-2009                                                             | Siviglia                                                              | Spagna                                                                | 2 – 0                                                                 | Inghilterra                                                           | Amichevole                                                            | -                                                                     | 46’                                                                   |
| 9-6-2009                                                              | Baku                                                                  | Azerbaigian                                                           | 0 – 6                                                                 | Spagna                                                                | Amichevole                                                            | -                                                                     | 46’                                                                   |
| 20-6-2009                                                             | Bloemfontein                                                          | Spagna                                                                | 2 – 0                                                                 | Sudafrica                                                             | Conf. Cup 2009 - 1º turno                                             | -                                                                     |                                                                       |
| 12-8-2009                                                             | Skopje                                                                | Macedonia                                                             | 2 – 3                                                                 | Spagna                                                                | Amichevole                                                            | -2                                                                    | 65’                                                                   |
| 10-10-2009                                                            | Erevan                                                                | Armenia                                                               | 1 – 2                                                                 | Spagna                                                                | Qual. Mondiali 2010                                                   | -1                                                                    |                                                                       |
| 14-11-2009                                                            | Madrid                                                                | Spagna                                                                | 2 – 1                                                                 | Argentina                                                             | Amichevole                                                            | -                                                                     | 89’                                                                   |
| 18-11-2009                                                            | Vienna                                                                | Austria                                                               | 1 – 5                                                                 | Spagna                                                                | Amichevole                                                            | -                                                                     | 46’                                                                   |
| 3-6-2010                                                              | Innsbruck                                                             | Spagna                                                                | 1 – 0                                                                 | Corea del Sud                                                         | Amichevole                                                            | -                                                                     | 46’                                                                   |
| 7-9-2010                                                              | Buenos Aires                                                          | Argentina                                                             | 4 – 1                                                                 | Spagna                                                                | Amichevole                                                            | -3                                                                    | 46’                                                                   |
| 4-6-2011                                                              | Foxborough                                                            | Stati Uniti                                                           | 0 – 4                                                                 | Spagna                                                                | Amichevole                                                            | -                                                                     | 76’                                                                   |
| 2-9-2011                                                              | San Gallo                                                             | Spagna                                                                | 3 – 2                                                                 | Cile                                                                  | Amichevole                                                            | -                                                                     | 46’                                                                   |
| 12-11-2011                                                            | Londra                                                                | Inghilterra                                                           | 1 – 0                                                                 | Spagna                                                                | Amichevole                                                            | -1                                                                    | 46’                                                                   |
| 30-5-2012                                                             | Berna                                                                 | Spagna                                                                | 4 – 1                                                                 | Corea del Sud                                                         | Amichevole                                                            | -1                                                                    | 81’                                                                   |
| 15-8-2012                                                             | Bayamón                                                               | Porto Rico                                                            | 1 – 2                                                                 | Spagna                                                                | Amichevole                                                            | -1                                                                    | 71’                                                                   |
| 8-6-2013                                                              | Miami Gardens                                                         | Spagna                                                                | 2 – 1                                                                 | Haiti                                                                 | Amichevole                                                            | -1                                                                    | 46’                                                                   |
| 20-6-2013                                                             | Rio de Janeiro                                                        | Spagna                                                                | 10 – 0                                                                | Tahiti                                                                | Conf. Cup 2013 - 1º turno                                             | -                                                                     |                                                                       |
| 10-9-2013                                                             | Ginevra                                                               | Spagna                                                                | 2 – 2                                                                 | Cile                                                                  | Amichevole                                                            | -                                                                     | 59’                                                                   |
| 15-11-2013                                                            | Malabo                                                                | Guinea Equatoriale                                                    | 1 – 2                                                                 | Spagna                                                                | Amichevole                                                            | -1                                                                    |                                                                       |
| 19-11-2013                                                            | Johannesburg                                                          | Sudafrica                                                             | 1 – 0                                                                 | Spagna                                                                | Amichevole                                                            | -                                                                     | 81’                                                                   |
| 30-5-2014                                                             | Siviglia                                                              | Spagna                                                                | 2 – 0                                                                 | Bolivia                                                               | Amichevole                                                            | -                                                                     |                                                                       |
| 23-6-2014                                                             | Curitiba                                                              | Australia                                                             | 0 – 3                                                                 | Spagna                                                                | Mondiali 2014 - 1º turno                                              | -                                                                     |                                                                       |
| 15-11-2016                                                            | Londra                                                                | Inghilterra                                                           | 2 – 2                                                                 | Spagna                                                                | Amichevole                                                            | -2                                                                    | cap.                                                                  |
| 6-5-2017                                                              | Murcia                                                                | Spagna                                                                | 2 – 2                                                                 | Colombia                                                              | Amichevole                                                            | -2                                                                    |                                                                       |
| 9-10-2017                                                             | Gerusalemme                                                           | Israele                                                               | 0 – 1                                                                 | Spagna                                                                | Qual. Mondiali 2018                                                   | -                                                                     |                                                                       |
| Totale                                                                |                                                                       | Presenze                                                              | 36                                                                    |                                                                       | Reti                                                                  | -21                                                                   |                                                                       |

## Palmarès

### Club

#### Competizioni nazionali
- Coppa d'Inghilterra: 1

Liverpool: 2005-2006
- Community Shield: 1

Liverpool: 2006
- Coppa di Lega inglese: 1

Liverpool: 2011-2012
- Coppa Italia: 1

Napoli: 2013-2014
- Campionato tedesco: 1

Bayern Monaco: 2014-2015

#### Competizioni internazionali
- Coppa Intertoto UEFA: 2

Villarreal: 2003, 2004
- Supercoppa UEFA: 1

Liverpool: 2005

### Nazionale
- Campionato d'Europa: 2

Austria-Svizzera 2008
Polonia-Ucraina 2012
- Campionato mondiale: 1

Sudafrica 2010

### Individuale
- Miglior portiere della Premier League: 3

2005-2006, 2006-2007, 2007-2008
- Giocatore dell'anno del Liverpool: 1

2009-2010